# Mr. Krab
Eugene Harold Krab, chiamato solo Signor Krab o Mr. Krab (Mr. Krabs), è uno dei personaggi principali della serie animata SpongeBob. È il capo di SpongeBob e Squiddi, nonché proprietario e fondatore del fast food Krusty Krab, che va a gonfie vele grazie al suo capolavoro: il Krabby Patty.

## Biografia del personaggio
È un granchio rosso e un tempo era marinaio, per cui spesso si esprime in termini marinareschi (chiama i suoi impiegati "ciurma"). Il suo acerrimo nemico è Plankton, anch'egli soldato in congedo e proprietario del fast food concorrente Chum Bucket, ma Mr. Krab ha sempre la meglio negli affari grazie al Krabby Patty. La sua caratteristica principale però è il suo amore spropositato per il denaro e la sua avarizia, che spesso gli fanno commettere azioni immorali, anche a costo della sua vita.
Nonostante la sua avidità, è un personaggio di buon cuore e gentile nei confronti di SpongeBob, verso il quale agisce come una figura paterna (in un episodio lo definisce il "figlio che non ha mai avuto"). È anche l'amorevolissimo padre di Perla, una balena adolescente della specie capodoglio, la quale desidera più di tutto essere popolare e scatenarsi in ogni situazione. Abita al 3541 di Via Ancora a Bikini Bottom, infatti la sua abitazione consiste in una vera e propria ancora finemente arredata.
Nonostante nella serie goda di un immenso patrimonio monetario, egli proviene da una famiglia estremamente povera, tanto che, da piccolo, era costretto a vestirsi con drappi di stoffa cuciti tra loro.
Era un grande amico di Plankton, fino a quando non sono andati in un fast food. Proprio in quel fast food hanno conosciuto il capo del locale, che gli ha trasmesso il fiuto degli affari e l'amore per il denaro. In quest'occasione, Krab e Plankton hanno creato un piccolo locale, nonostante gli hamburger fossero pessimi, ed il posto poco frequentato. Dopo un pesante battibecco fra i due, Plankton se ne uscì dal locale, sbattendo forte la porta del fast food in cui lavoravano e facendo cadere i futuri ingredienti del Krabby Patty, i quali, mescolatisi, crearono il panino tanto rinomato. A seguito, Plankton creerà una ricetta che lo metterà in competizione con Krab stesso, ma tale sfida verrà vinta dal futuro capo del Krusty Krab, che da emarginato della propria scuola diventerà il più popolare.

## Concezione e sviluppo
Mr. Krab è l'unico personaggio di SpongeBob inizialmente basato su una persona specifica della vita di Stephen Hillenburg. Durante lo sviluppo del personaggio, Hillenburg si ispirò al suo ex manager del ristorante di pesce dove aveva lavorato. Secondo Hillenburg, il suo manager aveva i capelli rossi, era muscoloso ed era un ex cuoco dell'esercito; questi tre tratti sono stati adattati al personaggio di Krab, tra cui il rosso che è stato usato per il corpo del personaggio. Anche Il modo di parlare di Mr.Krab è stato ispirato anche dalla stessa persona, che ha ricordato a Hillenburg un pirata con il suo forte accento del Maine. Tuttavia, la figura d'ispirazione non era avida, questo dettaglio venne aggiunto da Hillenburg per "dargli più personalità".
La decisione di far vivere Mr. Krab e Perla in un'ancora è stata presa dopo l'inizio della produzione della prima stagione. La mappa originale dell'ambientazione dello spettacolo, che Hillenburg ha mostrato ai dirigenti di Nickelodeon come parte della sua presentazione alla rete nel 1997, non includeva una casa di ancoraggio e invece ha etichettato il Krusty Krab come residenza di entrambi i personaggi.
Mr. Krab ha un modo particolare di camminare; quando si muove, muove i piedi molto velocemente ed è  come se avesse più di due gambe. Quando dirigeva l'animazione per i primi episodi, uno degli obiettivi di Hillenburg era che ogni personaggio avesse un ciclo di camminata separato che mostrasse le loro personalità; L'artista dello storyboard Erik Wiese ha progettato il ciclo di camminata di Krabs con l'intenzione di renderlo cartoonesco. Wiese ha ricordato nel 2012: "Ho animato i piedini di Mr. Krabs su un ciclo multi-sfocatura di quattro fotogrammi: penso che fosse la soluzione migliore per farlo camminare come un granchio".

### Doppiaggio
La voce di Mr. Krab è fornita dall'attore americano Clancy Brown. Brown descrive la voce che usa per il personaggio come "pirata", con "un po' di brogue scozzese".  Secondo Brown, la voce di Krabs è stata improvvisata durante la sua audizione e non è stato difficile per lui trovare la voce corretta.  Brown ama interpretare il ruolo, avendo detto al New York Post nel 2015: "Non mi dispiacerebbe fare [la voce] fino alla fine dei tempi. Non c'è proprio alcun corollario nel lavoro dal vivo - televisione o film o altro - per interpretare un granchio avaro sul fondo dell'oceano." 
In un'intervista del 2005 con la rivista Starlog, Brown ha descritto il suo lavoro su SpongeBob come "tutta un'altra carriera" rispetto ai suoi ruoli live action.
In Italia il personaggio è doppiato dall'attore e doppiatore Mario Zucca.

## Accoglienza
L'accoglienza critica per il signor Krabs è stata mista, con la maggior parte delle critiche rivolte alla sua parsimonia e alla mancanza di conseguenze realistiche che deve affrontare per essa. Nel 2014, il professore spagnolo Pancracio Celdrán ha criticato la rappresentazione positiva dell'avarizia del signor Krabs di fronte a un pubblico giovane. L'economista Sarah Newcomb ha descritto Mr. Krabs come uno stereotipo negativo, scrivendo che "Re Mida, Ebenezer Scrooge, Mr. Burns e Mr. Krabs sono lo stesso personaggio riciclato, che rappresenta la persona che si preoccupa soprattutto del denaro." 
La studiosa polacca Barbara Czarniawska non ha gradito l'eroico ritratto di Mr. Krabs nel secondo film di SpongeBob, nonostante sia "uno spietato capitalista che sfrutta allo stesso modo i suoi clienti e i suoi lavoratori". In seguito ha criticato il modo in cui lo spettacolo apparentemente ha normalizzato l'uso da parte del personaggio di "forme legali di manipolazione e relazioni di potere di sfruttamento negli affari". Al contrario, l'attivista politico Howie Klein dell'Huffington Post ha offerto un'interpretazione più positiva del personaggio, affermando nel 2006 che il signor Krabs non è "esattamente un cattivo malvagio; è solo un tipo repubblicano ossessionato dall'avidità". Klein ha intervistato il doppiatore di SpongeBob Tom Kenny sull'argomento; questo ha paragonato Krabs all'uomo d'affari petrolifero Erle P. Halliburton, poi ha definito il personaggio una rappresentazione comica del "capitalismo incontrollato, irriflessivo e non regolamentato. Tutto [per Krabs] riguarda i profitti, non ciò che è socialmente responsabile." 
Nel suo libro del 2011 SpongeBob SquarePants and Philosophy, il politologo Joseph J. Foy discute il lato antagonista di Krabs in diversi episodi e il fatto che "Krabs non sembra mai imparare dalle sofferenze che subisce, o dall'essere testimone del dolore e delle lotte che infligge agli altri".
In un articolo per Complex, Debbie Encalada ha elogiato la serie SpongeBob nel suo insieme per aver sfidato le norme sociali; Il ritratto del signor Krabs come padre single di Pearl è stato specificamente evidenziato come un esempio della "sovversività dello spettacolo sfidando sottilmente l'idea della famiglia nucleare". Altre recensioni positive del personaggio sono state fatte da Newsday e da DVD Talk
Il giocatore di basket LeBron James ha dichiarato che se "potesse essere un personaggio qualsiasi nello show, sarebbe Mr. Krabs".